# 彰化縣彰化市大竹國民小學
彰化縣彰化市大竹國民小學（簡稱大竹國小）為臺灣彰化縣彰化市的一所國民小學，位於八卦山附近的彰南路上。

## 校史沿革
彰化縣彰化市大竹國民小學創始於1916年3月，為彰化公學校分校，當時稱為「國語傳習所」。1918年更名為「台中州番社口公學校」，並於同年設立快官分教場（現為快官國小），又於1921年設置阿夷分教場（現為泰和國小），在1926年更改校名為「大竹公學校」。1945年台灣光復，學校所在地方改稱為彰化市大竹區，因而易名為「大竹國民學校」，更於1964年設立國聖分校（現為國聖國小），最後於1968年改稱為彰化市大竹國民小學迄今。

## 歷任校長
以下資料來自於《彰化市志》
| 届次 | 名称   | 就任      | 卸任      |
| ---- | ------ | --------- | --------- |
| 1    | 張清機 | 1945年8月 | 1950年8月 |
| 2    | 李仁恩 | 1950年8月 | 1954年9月 |
| 3    | 張四鈸 | 1954年9月 | 1962年9月 |
| 4    | 林燈燦 | 1962年9月 | 1972年9月 |
| 5    | 王樹金 | 1972年9月 | 1977年9月 |
| 6    | 蕭煥村 | 1977年9月 | 1991年8月 |
| 7    | 張瑞鵬 | 1991年8月 | 1995年8月 |
| 8    | 林明賢 | 1995年8月 | 2001年8月 |
| 9    | 張炳南 | 2001年8月 | 2010年2月 |
| 10   | 陳華樹 | 2010年2月 | 2012年7月 |
| 11   | 柯文吉 | 2012年8月 | 2019年1月 |
| 12   | 黃馭寰 | 2020年2月 | 现任      |